# Harry Elkins Widener
Harry Elkins Widener (3 de janeiro de 1885 – 15 de abril de 1912) foi um empresário e colecionador de livros americano, membro da família Widener. Sua mãe construiu a Widener Memorial Library na Universidade Harvard em sua memória após sua morte durante o naufrágio do RMS Titanic.

## Biografia

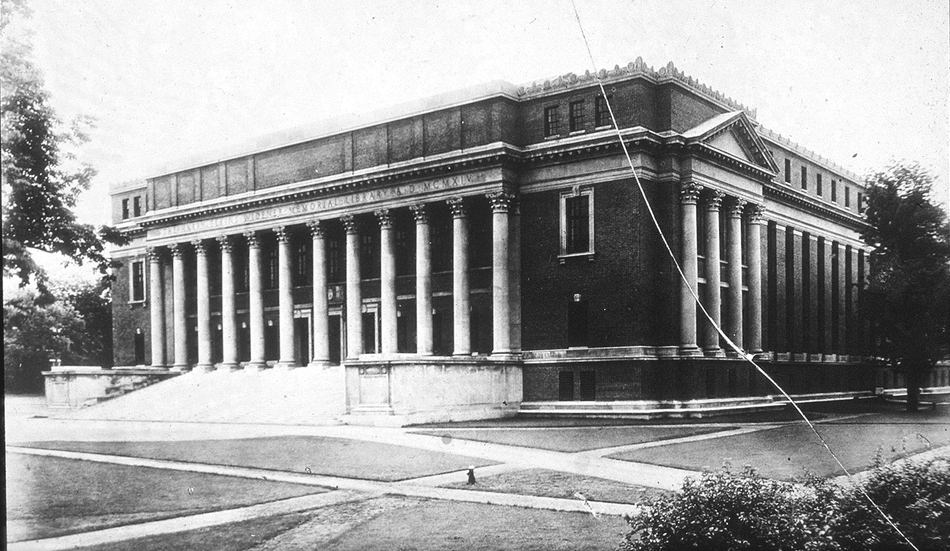
Widener Library

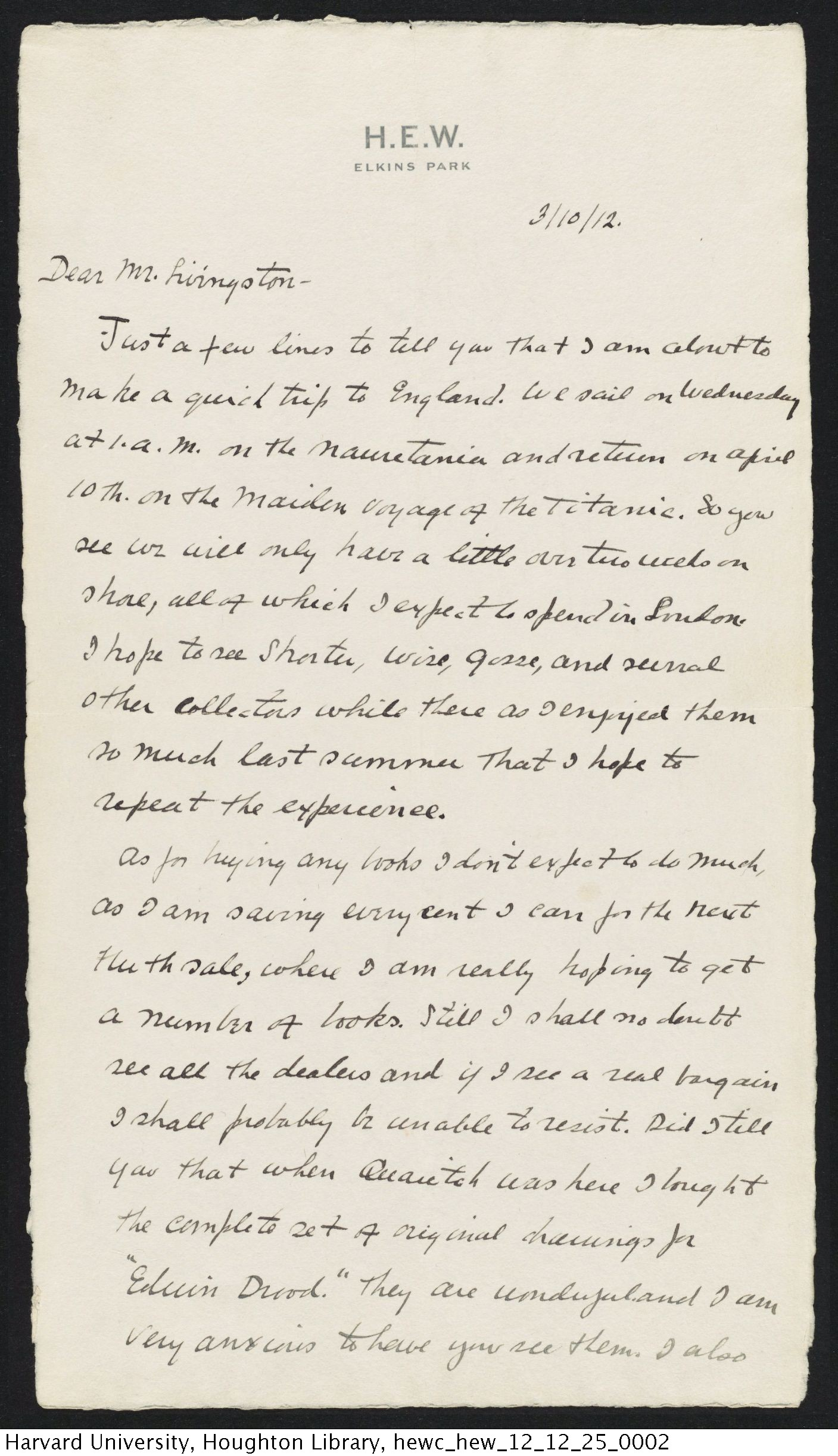
Carta para um amigo: "Nós ... retornaremos em 10 de abril na viagem inaugural do Titanic ..."

Nascido na Filadélfia, Pensilvânia, Widener era filho de George Dunton Widener (1861–1912) e Eleanor Elkins Widener, e neto do empresário Peter A. B. Widener (1834–1915). Estudou na The Hill School em Pottstown (Pensilvânia), e se graduou no Harvard College em 1907, onde foi membro da Hasty Pudding Theatricals e do Owl Club. O padrinho de Widener era o magnata dos bancos, Charles Mills.
Junto com seus pais, em abril de 1912 Widener embarcou no Titanic em Cherbourg, França com destino a Nova Iorque.  Durante o naufrágio a mãe de Widener e sua criada foram resgatadas, mas Widener, seu pai e o valet de seu pai pereceram no mar. Em 1915, a mãe de Widener doou a Widener Library para a Harvard em sua memória. Dois prédios na Hill School são também dedicados à  Widener e vitrais da St. Paul's Episcopal Church, em Elkins Park, Pensilvânia são dedicados à  Widener e seu pai.
Uma lenda contada na Harvard sustenta que, para poupar outros do mesmo destino de seu filho, a mãe de Widener insistiu (como condição de seu presente) que os futuros graduados de Harvard precisassem aprender a nadar. No entanto, quando Harvard realmente implementou um teste de natação na década de 1920 (mais tarde abandonado), isso não tinha nada a ver com Widener.